# Hyles euphorbiarum
Hyles euphorbiarum is een vlinder uit de familie van de pijlstaarten (Sphingidae). Hyles euphorbiarum werd in beschreven door Guerin-Meneville.